# Íránci

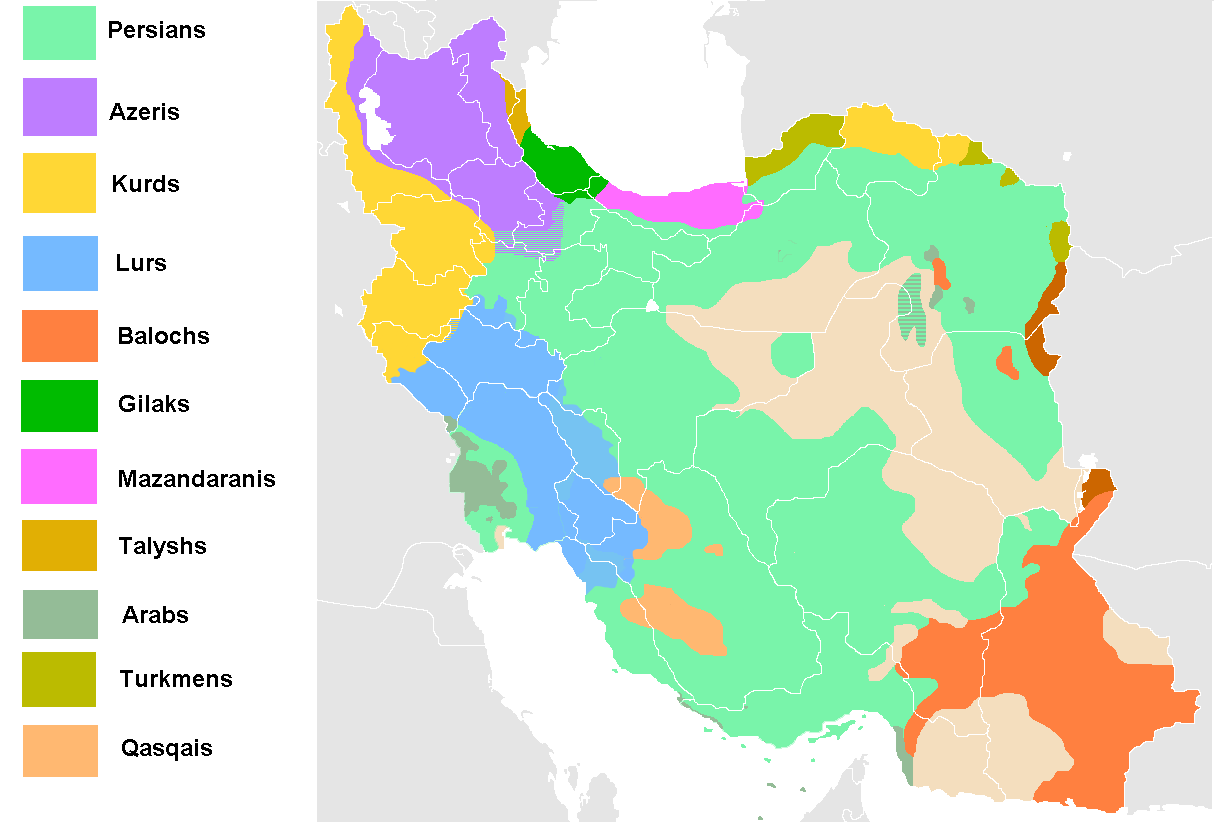
Etnická mapa Íránu

Pojem Íránci nezávisle na etnickém původu označuje obyvatele Íránu. Mezi nejpočetnější národnosti patří Peršané, Azerové nebo Kurdové.
Podle Knihovny Kongresu žilo v Íránu 65 % Peršanů (včetně Mázandaránců, Gílánců a Talyšů), 16 % Azerů, 7 % Kurdů, 6 % Lúrů, 2 % Balúčů, 1 % turkických kmenových skupin (včetně Kaškajů a Turkmenů) a neíránských a neturkických skupin (Arménů, Gruzínců, Asýřanů, Čerkesů a Arabů) méně než 3 %. To určuje, že perština je první jazyk pro přinejmenším 65 % populace země a druhým jazykem pro většinu zbývajících 35 %.
V roce 2000 žilo v Íránu podle údajů americké agentury CIA 79 % íránské populace jsou různé indoevropské etnolingvistické skupiny, které se skládají z mluvčích íránských jazyků, tedy potomků árjských (indoevropských) kmenů, které začaly do dnešního Íránu migrovat ze Střední Asie v 4. tisíciletí př. n. l. včetně Peršanů (vč. Mázandaránců a Gílánců), kteří tvoří 61 % populace, Kurdů 10 %, Lúrů 6 % a Balúčů 2 %. Lidé zbývajících etnolingvistických skupiny tvoří zbývajících 21 %, ze kterých je 16 % Azerů, 2 % Arabů, Turkmeni a jiné turkické kmeny tvoří 2 % a další (jako Arméni, Talyšové, Gruzíni, Čerkesové, Asyřané) tvoří 1 %.